# ميلن رامزي
ميلن رامزي (بالإنجليزية: Milne Ramsey)‏ هو رسام أمريكي، ولد في 1847 في فيلادلفيا في الولايات المتحدة، وتوفي في 1915.